# Goldrusher
Goldrusher is een mijntreinachtbaan in het Amerikaanse pretpark Six Flags Magic Mountain.

## Algemene informatie
Goldrusher is geopend in 1971 in hetzelfde jaar dat het attractiepark dat toen nog Magic Mountain heette geopend werd.
Goldrusher gaat 56 km/u, heeft een hoogte van 21 meter en is 790 meter lang. De rit duurt 2 minuut, 30 seconden. De capaciteit van de achtbaan bedraagt 1750 personen per uur.